# 清武町池田台北
清武町池田台北（きよたけちょういけだだいきた）とは、宮崎県宮崎市および旧宮崎郡清武町の地名。清武地域自治区に属している。郵便番号は889-1608。

## 地理
宮崎市の中南部に位置する。旧清武町のニュータウンの一つであり、大字加納のうち「クリーン池田台」と呼ばれる地域をもって成立した
南方を清武町池田台と接する。

## 歴史
- 2010年（平成22年）3月23日 - 清武町が宮崎市に編入合併となる。

## 世帯数と人口
2023年（令和5年）3月1日現在の世帯数と人口は以下の通りである。
| 町丁         | 世帯数  | 人口   |
| ------------ | ------- | ------ |
| 清武町池田台 | 476世帯 | 1354人 |

## 小・中学校の学区
市立小・中学校に通う場合、学区は以下の通りとなる。
| 町名         | 小学校             | 中学校             |
| ------------ | ------------------ | ------------------ |
| 清武町池田台 | 宮崎市立加納小学校 | 宮崎市立加納中学校 |

## 交通

### バス
宮交グループの運営するバスが営業している。

### 道路
- 国道269号